# Матч звёзд КХЛ 2019
11-й матч всех звёзд Континентальной хоккейной лиги состоялся 20 января 2019 года в городе Казань, на домашнем стадионе хоккейного клуба «Ак Барс» — «Татнефть Арена». Матч Звёзд впервые прошёл в Казани.

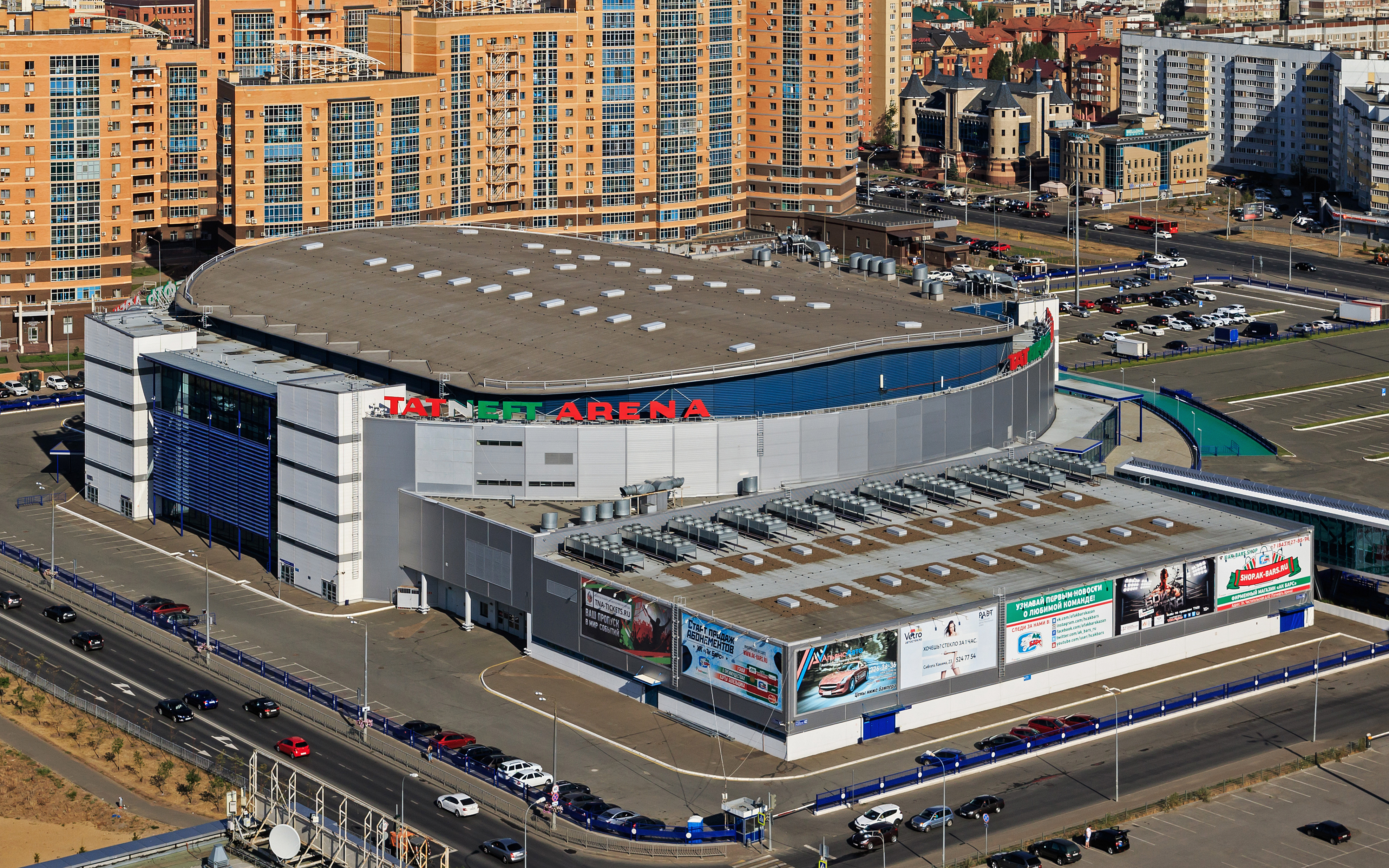
«Татнефть Арена» - место проведения 11-го матча звёзд.Вместимость — 8890.

## Формат
Матч звёзд проходит в формате мини-турнира 5 на 5. На полуфинальной стадии турнира встречаются команды Западной и Восточной конференции. Победители каждого матча встречаются в финале для определения победителя турнира. Проигравшие команды встречаются в матче за 3-е место. Продолжительность каждого матча 20 минут. По истечении 10 минут каждого матча, команды меняются воротами. При ничейном счёте после 20 минут победитель определяется в серии буллитов.

## Предшествующие события

### Борьба за проведение
28 марта 2018 года состоялся совет директоров КХЛ, на котором было утверждено место проведения Матча всех звёзд 2019 года. Среди кандидатов на проведение Недели звёзд хоккея 2019 года были Хельсинки, Омск, Магнитогорск и Казань. 14 апреля 2018 года Континентальная хоккейная Лига и Республика Татарстан подписали соглашение о проведении Недели Звезд хоккея 2019. В церемонии приняли участие президент Республики Татарстан Рустам Минниханов и президент КХЛ Дмитрий Чернышенко.

### Логотип
За 150 дней до старта звездной недели КХЛ представила логотип Матча звезд КХЛ и фирменный стиль. Цветовая гамма фирменного стиля воспроизводит триколор государственного флага Татарстана. В основу логотипа звездной недели лег архитектурный ансамбль, по которому узнают во всём мире столицу республики. Очертания исторических зданий Казанского кремля – Спасской башни, мечети Кул-Шариф, Дворцовой церкви и башни Сююмбике заключены в ещё один знаковый для республики символ – алый тюльпан. Нежный цветок тюльпана является неотъемлемым атрибутом местной архитектуры и традиционного орнамента. В фирменном паттерне, который будет использоваться в оформлении и сувенирной продукции, он также угадывается: хоккейные клюшки образовывают стебель и органично продолжают бутон тюльпана.

### Форма
За 100 дней до старта звездной недели КХЛ представила эскизы, которые будут использоваться для изготовления игровой формы. Фирменный стиль Недели Звезд Хоккея разработан на основе традиционной символики и достопримечательностей Татарстана. Одним из символом стиля стал алый тюльпан. Он будет использоваться на номерах игровой формы команд. Сама форма дивизионов будет четырёх цветов: зелёного, белого и красного, составляющих триколор флага Татарстана, а также чёрного. Михаил Антипин, спортивный дизайнер: "Прямо сейчас идёт один из самых интересных этапов процесса — производство. Мы делаем много образцов, выбираем оптимальные решения, подбираем материалы. В этом году совместно с КХЛ подготовили несколько концепций, одна из которых была радикально новой. Рабочая группа серьёзно подошла к выбору вариантов и остановилась на концепции с уже обкатанным, но ещё свежим и актуальным дизайном. Разумеется, мы продолжили наполнять элементы формы нестандартными приёмами. Достаточно сложно придумать и реализовать что-то новое, но кое-что нам удалось. Например, перфорация номеров через графический градиент из звезд. Что касается цветовой гаммы, то мы продолжили традицию и взяли цвета принимающей стороны. Цвета Татарстана образуют яркое сочетание. К зелёному, красному и белому отлично подходит чёрный. Образуется две пары противоположных цветов: красный и зелёный наполняют форму яркими цветами, а чёрный и белый создают необходимый контраст. В прошлом году на Матче Звёзд ЖХЛ использовалось решение с белыми чехлами у игроков, в этом году мы сможем также увидеть полностью белую форму."

### Голосование
Голосование болельщиков на выбор двух нападающих и двух защитников каждого дивизиона продлилось с 30 октября до 14 ноября. Голосование СМИ, которые выбрали одного нападающего, одного защитника и одного голкипера, проходило с 15 по 20 ноября. До 30 ноября спортивный департамент лиги выбрал по 4 игрока в каждую команду. По итогам трёх этапов определились 44 хоккеиста, фамилии которых Лига официально объявит 19 декабря, ровно за месяц до начала Матча Звезд. Оставшимися четырьмя его участниками традиционно станут лучшие хоккеисты по итогам Кубка Вызова МХЛ. 12 января КХЛ выбрала этих игроков: Марк Верба («Русские Витязи», Чехов), Антон Васильев («Динамо» Санкт-Петербург), Кирилл Марченко («СКА-1946» Санкт-Петербург) и Арсен Хисамутдинов («Реактор» Нижнекамск).
| Дивизион Харламова | Дивизион Харламова | Дивизион Харламова | Дивизион Харламова |
| ------------------ | ------------------ | ------------------ | ------------------ |
| Защитники          |                    |                    |                    |
| Голосов            | Страна             | Имя                | Клуб               |
| 1802               | Канада             | Пол Постма         | Ак Барс            |
| 1267               | Россия             | Никита Трямкин     | Автомобилист       |
| Нападающие         |                    |                    |                    |
| Голосов            | Страна             | Имя                | Клуб               |
| 2248               | Канада             | Найджел Доус       | Автомобилист       |
| 1790               | Россия             | Сергей Мозякин     | Металлург Мг       |

| Дивизион Чернышева | Дивизион Чернышева | Дивизион Чернышева | Дивизион Чернышева |
| ------------------ | ------------------ | ------------------ | ------------------ |
| Защитники          |                    |                    |                    |
| Голосов            | Страна             | Имя                | Клуб               |
| 2175               | Канада             | Даррен Диц         | Барыс              |
| 1742               | Дания              | Филип Ларсен       | Салават Юлаев      |
| Нападающие         |                    |                    |                    |
| Голосов            | Страна             | Имя                | Клуб               |
| 1873               | Россия             | Сергей Широков     | Авангард           |
| 1872               | Россия             | Илья Михеев        | Авангард           |

| Дивизион Боброва | Дивизион Боброва | Дивизион Боброва | Дивизион Боброва |
| ---------------- | ---------------- | ---------------- | ---------------- |
| Защитники        |                  |                  |                  |
| Голосов          | Страна           | Имя              | Клуб             |
| 2536             | Италия           | Мэтью Майоне     | Динамо Р         |
| 1848             | Швеция           | Патрик Херсли    | СКА              |
| Нападающие       |                  |                  |                  |
| Голосов          | Страна           | Имя              | Клуб             |
| 2160             | Россия           | Никита Гусев     | СКА              |
| 1314             | Швеция           | Линус Виделль    | Динамо Р         |

| Дивизион Тарасова | Дивизион Тарасова | Дивизион Тарасова | Дивизион Тарасова |
| ----------------- | ----------------- | ----------------- | ----------------- |
| Защитники         |                   |                   |                   |
| Голосов           | Страна            | Имя               | Клуб              |
| 1683              | Россия            | Никита Нестеров   | ЦСКА              |
| 1236              | Чехия             | Якуб Накладал     | Локомотив         |
| Нападающие        |                   |                   |                   |
| Голосов           | Страна            | Имя               | Клуб              |
| 2425              | Россия            | Кирилл Капризов   | ЦСКА              |
| 1026              | Россия            | Андрей Локтионов  | Локомотив         |

## Составы команд

### Восточная конференция
| Дивизион Харламова | Дивизион Харламова | Дивизион Харламова      | Дивизион Харламова |
| ------------------ | ------------------ | ----------------------- | ------------------ |
| Вратари            |                    |                         |                    |
| Номер              | Страна             | Имя                     | Клуб               |
| 21                 | Чехия              | Якуб Коварж (C)         | Автомобилист       |
| 59                 | Россия             | Владислав Подъяпольский | Ак Барс            |
| Защитники          |                    |                         |                    |
| Номер              | Страна             | Имя                     | Клуб               |
| 4                  | Канада             | Пол Постма              | Ак Барс            |
| 88                 | Россия             | Никита Трямкин          | Автомобилист       |
| 93                 | Россия             | Виктор Антипин          | Металлург Мг       |
| Нападающие         |                    |                         |                    |
| Номер              | Страна             | Имя                     | Клуб               |
| 9                  | Канада · Казахстан | Найджел Доус            | Автомобилист       |
| 10                 | Россия             | Сергей Мозякин          | Металлург Мг       |
| 74                 | Россия             | Виталий Кравцов         | Трактор            |
| 25                 | Россия             | Данис Зарипов           | Ак Барс            |
| 77                 | Франция            | Стефан Да Коста         | Автомобилист       |
| 71                 | Финляндия          | Юусо Пуустинен          | Нефтехимик         |
| 40                 | Россия             | Арсен Хисамутдинов      |                    |

| Дивизион Чернышева | Дивизион Чернышева | Дивизион Чернышева | Дивизион Чернышева |
| ------------------ | ------------------ | ------------------ | ------------------ |
| Вратари            |                    |                    |                    |
| Номер              | Страна             | Имя                | Клуб               |
| 77                 | Финляндия          | Юха Метсола        | Салават Юлаев      |
| 30                 | Россия             | Игорь Бобков (C)   | Авангард           |
| Защитники          |                    |                    |                    |
| Номер              | Страна             | Имя                | Клуб               |
| 44                 | Канада · Казахстан | Даррен Диц         | Барыс              |
| 36                 | Дания              | Филип Ларсен       | Салават Юлаев      |
| 25                 | Швеция             | Филип Хольм        | Торпедо            |
| 29                 | Чехия              | Ян Коларж          | Амур               |
| Нападающие         |                    |                    |                    |
| Номер              | Страна             | Имя                | Клуб               |
| 52                 | Россия             | Сергей Широков     | Авангард           |
| 66                 | Россия             | Илья Михеев        | Авангард           |
| 71                 | Россия             | Антон Бурдасов     | Салават Юлаев      |
| 48                 | Казахстан          | Роман Старченко    | Барыс              |
| 99                 | Россия             | Никита Михайлов    | Сибирь             |

### Западная конференция
| Дивизион Боброва | Дивизион Боброва | Дивизион Боброва    | Дивизион Боброва |
| ---------------- | ---------------- | ------------------- | ---------------- |
| Вратари          |                  |                     |                  |
| Номер            | Страна           | Имя                 | Клуб             |
| 33               | Словакия         | Юлиус Гудачек (C)   | Спартак          |
| 45               | Швеция           | Магнус Хелльберг    | СКА              |
| Защитники        |                  |                     |                  |
| Номер            | Страна           | Имя                 | Клуб             |
| 18               | Италия           | Мэтью Майоне        | Динамо Р         |
| 46               | Россия           | Владислав Гавриков† | СКА              |
| 81               | Канада           | Алекс Грант#        | Йокерит          |
| Нападающие       |                  |                     |                  |
| Номер            | Страна           | Имя                 | Клуб             |
| 97               | Россия           | Никита Гусев        | СКА              |
| 55               | Латвия           | Лаурис Дарзиньш †   | Динамо Р         |
|                  | Россия           | Дмитрий Кагарлицкий | Динамо Мск       |
|                  | Россия           | Илья Зубов‡         | Спартак          |
|                  | Россия           | Александр Барабанов | СКА              |

| Дивизион Тарасова | Дивизион Тарасова | Дивизион Тарасова      | Дивизион Тарасова |
| ----------------- | ----------------- | ---------------------- | ----------------- |
| Вратари           |                   |                        |                   |
| Номер             | Страна            | Имя                    | Клуб              |
|                   | Швеция            | Ларс Юханссон*         | ЦСКА              |
|                   | Россия            | Константин Барулин (C) | Сочи              |
| Защитники         |                   |                        |                   |
| Номер             | Страна            | Имя                    | Клуб              |
| 89                | Канада            | Мэт Робинсон†          | ЦСКА              |
| 22                | Чехия             | Якуб Накладал          | Локомотив         |
|                   | Россия            | Александр Елесин       | Локомотив         |
| 18                | Флаг Беларуси     | Кристиан Хенкель       | Динамо Минск      |
| Нападающие        |                   |                        |                   |
| Номер             | Страна            | Имя                    | Клуб              |
| 97                | Россия            | Кирилл Капризов        | ЦСКА              |
| 90                | Россия            | Андрей Локтионов       | Локомотив         |
|                   | Финляндия         | Миро Аалтонен          | Витязь            |
|                   | Чехия             | Михал Ржепик           | Витязь            |
|                   | Канада            | Эрик О'Делл            | Сочи              |

## Судьи
29 декабря Лига выбрала судей для Матча Звезд. На главном хоккейном шоу сезона, которое состоялось 19 и 20 января в Казани работали главные арбитры Роман Щенёв и Алексей Раводин, линейные – Дмитрий Шишло и Никита Шалагин. Для квартета арбитров Матч Звезд 2019 был первым.

## Капитаны
15 января лига выбрала капитанов. Ими стали Юлиус Гудачек, Константин Барулин, Якуб Коварж и Игорь Бобков.
Вратари получили капитанские нашивки впервые в истории КХЛ.

## Система фиксации положения шайбы и игроков
В игровые шайбы и джерси игроков Матча Звезд КХЛ будут интегрированы специальные чипы. По периметру арены установят сенсорные датчики, которые с определённой частотой будут считывать показания с чипов. В результате будут формироваться абсолютные новые данные – болельщики смогут увидеть получаемые данные на медиакубе и в телевизионной трансляции. В мобильном приложении и на сайте КХЛ будет представлена новая индивидуальная статистика игроков, в частности, можно будет узнать, какая команда преодолела наибольшее расстояние на льду, какой игрок был самым быстрым и чей бросок был самым мощным.
Обеспечит работу системы аналитическая платформа на основе искусственного интеллекта. В отличие от многих других подобных устройств она полностью автоматизирована и не требует дополнительной рабочей силы на арене. Во время игры анализируется более пяти миллионов точек данных – они формируют статистику, которую невозможно замерить в ручном режиме.
Система оснащена технологической платформой, которая позволяет отслеживать игроков и шайбу в реальном времени с точностью до нескольких сантиметров. Технология Bluetooth® Low Energy, обеспечивающая работу облачной системы, позволяет иметь чипам высокую долговечность и низкое энергопотребление, поэтому они не требуют замены в течение практически всего сезона.
На Мастер-шоу и Матче Звезд КХЛ данная система будет впервые протестирована Лигой. В дальнейшем технология «умных» шайб и игровой формы может быть внедрена в рамках чемпионата КХЛ, что приведет к совершенствованию системы сбора и анализа статистических данных, а тренерский штаб сможет следить в режиме реального времени за многими показателями игроков и оперативно реагировать на них. Болельщики смогут наблюдать за статистикой любимых игроков в визуально удобном интерфейсе.

## Мастер-шоу
Мастер-шоу прошёл 19 января 2019.

### Круг на скорость
Дмитрий Кагарлицкий пробежал круг за 13,016 секунды. 2 очка Дивизиону Боброва

### Надёжная защита
Победа дивизиона Чернышёва. Игорь Бобков отразил шесть бросков подряд.

### Эстафета хоккейного мастерства
Эстафета хоккейного мастерства завершилась победой команды дивизиона Чернышёва, которая получила два очка. Непосредственно за победу в конкурсе и дополнительный балл за абсолютно лучший результат.

### Сила броска
Победу одержал представитель дивизиона Тарасова Александр Елесин с результатом 164,22 км/ч.

### Точность броска
Победил дивизион Чернышёва. Сергей Широков закрыл все четыре мишени за 17,063 секунды.

### Хоккейный биатлон
Правила конкурса: участвуют по 5 игроков от команды. От каждой команды одновременно стартует по одному игроку. Трасса состоит из пяти этапов. После прохождения всей трассы игрок передает эстафету следующему участнику. Команда с наилучшим временем в каждом раунде получает одно очко. Команда с наилучшим временем из всех эстафет получает одно бонусное очко.
Победа в эстафете за дивизионом Чернышёва, а вместе с ней и итоговый выигрыш в Мастер-шоу.